# 馬克10號原子彈
馬克10號原子彈是美國提出的一款基於早期馬克8號設計的原子彈。馬克10號和馬克8號一樣，都是槍式核分裂武器，它們使用類似中型火砲的設計，通過炸藥爆炸發射「子彈」(可裂變物質，通常是鈾-235)至「目標」(另一部分的可裂變物質)以達到臨界質量，觸發鏈式反應。
馬克10號的設計目的是通用空爆核武器，這和馬克8號的設計目的不一樣，馬克8號的設計目的是鑽入地面的透地炸彈(參見:掩體核炸彈 英語：Nuclear bunker buster)。它的綽號是"Airburst Elsie"， 馬克8號曾有"Light Casing bomb"的綽號。馬克10號直徑為12英吋(30cm)，重1,500磅或1,700磅(680kg或790kg)。設計爆炸當量為12-15千噸。
馬克10號的設計在1952年被取消，由更輕和使用更少裂變材料的內爆式馬克12號取代。

## 外部連結
- Allbombs.html list of all US nuclear warheads at nuclearweaponarchive.org
- Coster-Mullen, John. . Waukesha, Wisconsin: J. Coster-Mullen. 2012. OCLC 298514167.